# Орал
Орал или Ураљск (каз. Орал, рус. Уральск) је град Казахстану у Западноказахстанској области. Налази се на месту спајања река Урал и Чаган у близини границе са Русијом. Како се град налази на западној страни реке Урал, географски припада Европи. Према процени из 2010. у граду је живело 210.128 становника. Орал је пољопривредни и индустријски центар и важно место за трговину још од свог оснивања. Данас је једна од главних тачака железничког саобраћаја између Европе и Сибира.

## Становништво
Према процени, у граду је 2010. живело 210.128 становника.
| 1979.    | 1989.    | 1999.    |
| -------- | -------- | -------- |
| 167.352. | 199.522. | 212.900. |